# Hardy megye
Hardy megye az Amerikai Egyesült Államokban, azon belül Nyugat-Virginia államban található. Megyeszékhelye és legnagyobb városa Moorefield. Lakosainak száma 14 299 fő (2020. április 1.). Hardy megye Hampshire, Mineral, Grant, Frederick, Shenandoah, Rockingham és Pendleton megyékkel határos.

## Népesség
A megye népességének változása:
| Lakosok száma | 14 025 | 13 955 | 13 825 | 13 920 | 13 852 | 14 299 |
|               | 2010   | 2011   | 2012   | 2013   | 2015   | 2020   |